# Ciliciopodium brevipes
Ciliciopodium brevipes är en svampart som beskrevs av Oudem. 1902. Ciliciopodium brevipes ingår i släktet Ciliciopodium och familjen Nectriaceae.   Inga underarter finns listade i Catalogue of Life.